# شکوفه‌های سنگی
شکوفه‌های سنگی فیلمی به کارگردانی و نویسندگی عزیزالله حمیدنژاد ساختهٔ سال ۱۳۸۲ است.

## خلاصه داستان
در يكي از شهرهاي كوچك مرزي كردستان، يك معلم مدرسه كه زندگيش با زندگي دانش آموزانش در هم آميخته، متوجه مي شود كه يكي از بچه ها براي گذران زندگي و نيز تعهد مالي كه دارد، علي رغم ميل خود در يك مرغ فروشي كار مي كند. معلم براي حل مشكلات مدرسه و بچه ها، از يك مرد ثروتمند كمك مي خواهد و در نهايت با فروش تابلوهايش به او سعي مي كند مشكلات مدرسه و بچه ها را حل كند.

## بازیگران
- کامران حمزه آقایی
- لیلی عبداللهی
- محمد پناهی
- حسین امینی
- رژین عبدالله‌زاده